# 정택진
정택진(鄭澤震, 1959년 12월 15일 서울특별시~ )은 컨설팅 업체인 세븐 파트너즈의 대표이사를 맡고 있는 대한민국의 기업인이다.  과거 제너럴일렉트릭(GE) 전무이사와 한국왓슨와이어트 대표이사를 거쳐 지난 2000년 네모파트너즈를 설립했다. 당시 우리나라에 성과주의 인사제도를 비롯해 경영 품질향상을 기반으로 한 '6시그마'를 전파한 인물로 유명하다. 이후 삼정KPMG BCS 대표와 국제산업컨설팅 포럼 의장.을 역임했고 2013년 세븐 파트너즈를 설립해 '런 삼성 포럼' 등을 개최했다. 현재 세븐 파트너즈는 우리나라 중견기업들을 글로벌 전문기업으로 육성하는 데 초점이 맞춰져 있다.

## 학력
- 경기고등학교
- 서울대학교 경제학과
- 하버드 비즈니스 스쿨 경영학 석사(M.B.A.)

## 경력
- 로이즈 은행 애널리스트
- 모니터 컴퍼니 컨설턴트
- 제너럴 일렉트릭 전무이사
- 한국왓슨와이어트 대표이사
- 네모파트너즈 대표이사
- 네모시그마그룹 대표이사
- 네모파트너즈 총괄대표
- 삼정 KPMG BCS 컨설팅 대표이사
- 국제산업컨설팅 포럼 의장
- 세븐 파트너즈 대표

## 참고자료
- 정택진 네이버 인물검색
- 정택진 다음 인물검색[깨진 링크(과거 내용 찾기)]